# Nové Hony
Nové Hony (węg. Kétkeresztúr) – wieś (obec) na Słowacji położona w kraju bańskobystrzyckim, w powiecie Łuczeniec. Pierwsze wzmianki o miejscowości pochodzą z roku 1332. 
Według danych z dnia 31 grudnia 2012, wieś zamieszkiwały 183 osoby, w tym 93 kobiety i 90 mężczyzn.
W 2001 roku rozkład populacji względem narodowości i przynależności etnicznej wyglądał następująco:
- Słowacy – 76,59%
- Czesi – 0,98%
- Węgrzy – 21,46%

Ze względu na wyznawaną religię struktura mieszkańców kształtowała się w 2001 roku następująco:
- Katolicy rzymscy – 65,85%
- Grekokatolicy – 0,49%
- Ewangelicy – 13,66%
- Ateiści – 12,68%
- Nie podano – 2,93%